# Kempynus falcatus
Kempynus falcatus är en insektsart som beskrevs av Navás 1912. Kempynus falcatus ingår i släktet Kempynus och familjen vattenrovsländor. Inga underarter finns listade i Catalogue of Life.